# Heliotropium leucocladum
Heliotropium leucocladum är en strävbladig växtart som beskrevs av K. H. Rechinger och Riedl. Heliotropium leucocladum ingår i Heliotropsläktet som ingår i familjen strävbladiga växter. Inga underarter finns listade i Catalogue of Life.